# Bray-lès-Mareuil

Bray-lès-Mareuil este o comună în departamentul Somme, Franța. În 1 ianuarie 2022 avea o populație de 250 de locuitori.